# Lothar Mehnert

Lothar Mehnert

Lothar Mehnert (* 21. Februar 1875 in Berlin; † 30. November 1926 in Dresden) war ein deutscher Schauspieler bei Bühne und Stummfilm sowie ein Theaterregisseur.

## Leben und Wirken
Mehnert entstammte einer Berliner Kaufmannsfamilie und entschied sich frühzeitig für die Schauspielerei. Sein Theaterdebüt gab er 1894 in Göttingen. Anschließend (1895/96) gehörte Mehnert dem Ensemble des Meininger Hoftheaters an. Weitere frühe Theaterstationen (bis zu Beginn des 20. Jahrhunderts) waren Heidelberg, Graz und Leipzig. Am dortigen Schauspielhaus gelang ihm der Durchbruch mit Bonvivant-Rollen. 1905 kam Lothar Mehnert erstmals nach Dresden, wo er sich schließlich niederließ und seine größten Bühnenerfolge feiern sollte. Sein nunmehriges Rollenfach waren Charakterrollen, und den meisten Zuspruch erhielt er mit Salonstücken: „In satirisch, ironisch-überlegenen Rollen war er am größten, breit ausladend war sein Darstellungsstil in klassischen Rollen; er war kein Episodenschauspieler, er beherrschte die Szene; sein König Philipp, sein Wallenstein, sein Präsident in ‚Kabale und Liebe‘ waren voll Wucht u. Eindringlichkeit, reiften aber erst allmählich…“ Weitere Paraderollen waren sein Richard III., der Fuhrmann Henschel, der König Friedrich Wilhelm in „Zopf und Schwert“ und der Konrad Bolz in Gustav Freytags „Die Journalisten“.
1919 wurde Lothar Mehnert auf Lebenszeit zum Oberspielleiter und stellvertretenden Direktor des Dresdner Schauspielhauses berufen, und kurze Zeit darauf auch für einige wenige zumeist minder bedeutende Rollen in Stummfilmen – darunter mit Schloß Vogelöd auch ein Frühwerk Friedrich Wilhelm Murnaus – vor die Kamera geholt. Als er im Herbst 1926 nur 51-jährig starb, huldigte man ihm im Deutschen Bühnen-Jahrbuch mit folgenden Worten: „Gleich hervorragend im klassischen wie im modernen Drama, beherrschte er die Szene. Entzückend seine Charmeure im Konversationsstück, durch die er ganz unbestritten als einer der glänzendsten Repräsentanten dieses Genres auf der deutschen Bühne einzuschätzen war.“ In seinen letzten Lebensjahren beschränkte eine hartnäckige Krankheit sein künstlerisches Wirken. Mehnerts in Bronze gegossene Totenmaske schmückte viele Jahre lang den Wandelgang des Dresdner Schauspielhauses.

## Filmografie
- 1920: Der galante König
- 1921: Schloß Vogelöd
- 1922: Die Rache der Afrikanerin